# Плахов, Андрей Владимирович
Андрей Владимирович Плахов (род. 12 сентября 1953, Магадан, Хабаровский край) — советский и российский телевизионный режиссёр, кинодокументалист

## Биография
Андрей Плахов родился 12 сентября 1953 года в Магадане. Отец, Плахов Владимир Николаевич — главный режиссёр магаданской студии телевидения, мать, Плахова Нинель Андреевна — директор школы-интерната.
В 1971 году Андрей Плахов поступил в МВТУ им. Баумана, с 1974 года продолжил учёбу в МАИ.

## Творческая деятельность
С 1978 по 1992 год работал в Главной редакции информации Центрального телевидения на выпуске программы «Время». Принимал участие в создании программ «Прожектор перестройки», «Сегодня в мире», «120 минут», «Утро».
С 1987 по 1994 год был бессменным режиссёром программы Владимира Молчанова «До и после полуночи».
В 1988 году выступил телевизионным режиссёром музыкального фильма Аллы Пугачевой «Встреча друзей. Фейерверк-1» и телевизионным режиссёром её первой программы «Рождественские встречи».
В 1989 году был режиссёром восьмичасового благотворительного рок-марафона во дворце спорта «Динамо» в помощь жертвам землетрясения в Армении.
С 1989 по 1990 год — телевизионный режиссёр акций «Задворки» театра им. Ленинского комсомола.
В 1990 году режиссёр-постановщик шоу-программы фонда «Возрождение» в ГКЗ «Россия».
С 1994 в телекомпании ОРТ был режиссёром информационно-аналитические программы «Воскресение», «Дни» с Александром Невзоровым, «Время» с Сергеем Доренко.
В 1998—2006 годах работал в телекомпании ТВ Центр, где был режиссёром группы спецпроектов, режиссёром-постановщиком программы Александра Хинштейна «Секретные материалы», режиссёром отдела документальных и публицистических программ, режиссёром программы «Большая музыка».
Был режиссёром цикла программ по заказу Госнаркоконтроля России.
На телеканале «Просвещение» был режиссёром программ «Высшая школа», «Семейные ценности», «Книжная полка», «Медицинская академия», «Ночной перекресток», «Телевидение — профессия и судьба».
С Виталием Максимовым сделал более 50 программ «Ночной перекресток» — проект, посвященный памяти людей, имена которых стоит помнить.
В 2013 году на V московском международном телевизионном фестивале «Профессия — журналист» его проект «Телевидение — профессия и судьба» победил в номинации «Лучшая телепрограмма». В 2014 году этот проект получил специальный приз Гильдии кинорежиссёров России.

## Личная жизнь
Жена — Галина Павловна Листова — музыкальный редактор Первого канала.
Имеет двух дочерей от предыдущих браков. Татьяна занимается компьютерной графикой, Диана — бизнесвумен, воспитывает двух сыновей.

## Фильмография
- 1988 «Встреча друзей. Фейерверк-1»
- 1989 «Голландский дневник»
- 1990 «Люди с родины Колумба»
- 1991 «Забой»
- 1991 «Август-91»
- 1993 «Скованные одной цепью»
- 1994 «Холод жаркого Крыма»
- 1995 «„Новые имена“ в Киргизии»
- 1997 «Удмуртия. Времена года»
- 1998 «Богатства Осетии»
- 1998 «Возвращение»
- 1999 «Каратэ до — на пути к Олимпу»
- 2000 «Россия, Пушкин век XX»
- 2002 «Команданте Че»
- 2002 «Дмитрий Хворостовский. Дорога дальних странствий»
- 2003 «Ленин и Керенский. Рок»
- 2004 «Героиновый Екатеринбург»
- 2004 «Леонид Коган. Памяти маэстро»
- 2005 «Специальное назначение»
- 2005 «Чтобы наступило завтра»
- 2006 «Шведская модель»
- 2006 «Неоконченный список Павла Хлебникова»
- 2006 «Игорь Моисеев. Жизнь в танце»
- 2007 «Недосказанное. К 95-ти летию Б.Покровского»
- 2007 «Сияние Оптины»
- 2007 «Расстрельные списки»
- 2008 «Атака на алмазный форпост».
- 2009 «Русь заповедная»